# Elecciones parlamentarias de Perú de 2000
Las elecciones parlamentarias de Perú de 2000 se llevaron a cabo el 9 de abril de 2000, junto a la elección presidencial.
Fueron las segundas elecciones parlamentarias desde la Constitución de 1993, que estableció la creación de la actual Congreso de la República del Perú. Los congresistas elegidos juramentaron y asumieron funciones el 26 de julio de 2000.
La coalición oficialista Perú 2000 ganó las elecciones, pero no consiguió la mayoría absoluta. Tras esto, el gobierno a través de Vladimiro Montesinos realizaron la polémica compra de congresistas, conocidos mejor como tránsfugas, para lograr la mayoría del oficialismo y tener el control total del parlamento.

## Sistema electoral
Se eligió a 120 miembros correspondientes a un distrito nacional único empleando el método de la cifra repartidora, con doble voto preferencial opcional.

## Campaña e irregularidades
Muchos observadores creyeron que las estructuras del gobierno se establecieron de cierta manera que diera a Fujimori una ventaja injusta. Por ejemplo, el Departamento de Estado de los Estados Unidos señaló que los generales del ejército peruano habían sido amenazados con la destitución si permitían la realización de protestas contra el gobierno en sus respectivas jurisdicciones, proporcionando al ejército un incentivo para reprimir a los manifestantes antigubernamentales.
Un informante de la embajada estadounidense en Perú señaló que "gigantescas consignas pro fujimoristas aparecieron a los lados de las colinas dentro de algunas reservas y bases militares. Mayormente de noche, pero a veces a plena luz del día, se han avistado tropas desde Tacna hasta Tumbes pintando eslóganes fujimoristas y ocultando consignas de los candidatos de la oposición. Los vehículos militares han sido puestos a disposición de los candidatos del gobierno para transportar suministros a personas a cambio de votos" y que los "proyectos de obras públicas de rutina han sido utilizados para maximizar el impacto electoral".
Las elecciones también se vieron empañadas con acusaciones de fraude masivo. Durante la campaña, El Comercio publicó una historia sobre una "fábrica de firmas" en la que muchas personas trabajaban para firmar una petición para registrar partidos políticos pro fujimoristas. Varias de las personas involucradas admitieron su participación en este esquema. Se sospechaba que las firmas habían sido copiadas del registro electoral, por lo que la información recibida por la "fábrica" solo podía provenir de la Oficina Nacional de Procesos Electorales (ONPE), ente estatal encargado de la realización de los comicios.
Poco antes de las elecciones, varias personas, incluidos trabajadores de Jurado Nacional de Elecciones, fueron arrestados por su participación en el robo de las boletas. Fueron atrapados con las papeletas, muchas de las cuales habían sido completadas. La pluralidad de estas boletas se llenó con votos para Fujimori y sus aliados electorales.

## Partidos y líderes
A continuación se muestra una lista de los principales partidos y alianzas electorales que participaron en las elecciones:
| Candidatura | Candidatura | Partidos y alianzas                                                                                                 | Líderes | Líderes                        | Ideología                                                             | Resultado previo | Resultado previo | Resultado previo | Resultado previo |
| Candidatura | Candidatura | Partidos y alianzas                                                                                                 | Líderes | Líderes                        | Ideología                                                             | Votos (%)        | Esc.             |                  |                  |
| ----------- | ----------- | --- | ------- | ------------------------------ | --------------------------------------------------------------------- | ---------------- | ---------------- | ---------------- | ---------------- |
|             | Perú 2000   | Lista - Perú 2000 (Perú 2000) – Cambio 90 (C90) – Nueva Mayoría (NM) – Vamos Vecino (VV) – Juntos Sí Podemos (JSP)  |         | Alberto Fujimori Fujimori      | Fujimorismo Neoliberalismo Populismo de derecha                       | 52.10%           | 67               |                  |                  |
|             | UPP         | Lista - Unión por el Perú (UPP)                                                                                     |         | Daniel Estrada Pérez           | Socioliberalismo Progresismo Socialdemocracia                         | 14.00%           | 17               |                  |                  |
|             | APRA        | Lista - Partido Aprista Peruano (APRA)                                                                              |         | Alan García Pérez              | Aprismo                                                               | 6.53%            | 8                |                  |                  |
|             | FIM         | Lista - Frente Independiente Moralizador (FIM)                                                                      |         | Fernando Olivera Vega          | Reformismo                                                            | 4.89%            | 6                |                  |                  |
|             | Avancemos   | Lista - Agrupación Independiente Avancemos (Avancemos) – Renovación Nacional (RN) – Coordinadora Democrática (CODE) |         | Federico Salas-Guevara Schultz | Conservadurismo social Fundamentalismo cristiano Populismo de derecha | 2.98%            | 5                |                  |                  |
|             | AP          | Lista - Acción Popular (AP)                                                                                         |         | Fernando Belaúnde Terry        | Humanismo Nacionalismo cívico Reformismo                              | 3.34%            | 4                |                  |                  |
|             | Frepap      | Lista - Frente Popular Agrícola del Perú (Frepap)                                                                   |         | Ezequiel Ataucusi Gamonal      | Israelismo Fundamentalismo cristiano Populismo                        | 1.08%            | 1                |                  |                  |
|             | PP          | Lista - Perú Posible (PP)                                                                                           |         | Alejandro Toledo Manrique      | Socioliberalismo Democracia liberal Tercera vía                       | Nuevo            | Nuevo            | Nuevo            |                  |
|             | SP          | Lista - Somos Perú (SP)                                                                                             |         | Alberto Andrade Carmona        | Democracia cristiana Conservadurismo social Liberalismo económico     | Nuevo            | Nuevo            | Nuevo            |                  |
|             | SN          | Lista - Solidaridad Nacional (SN)                                                                                   |         | Luis Castañeda Lossio          | Conservadurismo liberal Liberalismo económico                         | Nuevo            | Nuevo            | Nuevo            |                  |

## Sondeos de opinión
Las siguientes tablas enumeran las estimaciones de la intención de voto en orden cronológico inverso, mostrando las más recientes primero y utilizando las fechas en las que se realizó el trabajo de campo de la encuesta. Cuando se desconocen las fechas del trabajo de campo, se proporciona la fecha de publicación.
Leyenda:
     Sondeo realizado en el periodo de prohibición legal de la difusión de sondeos de intención de voto.

### Intención de voto
La siguiente tabla enumera las estimaciones ponderadas (sin incluir votos en blanco y nulos) de la intención de voto.
| |            |   |          |         |       |        |         |       |        |       |        |       |      |
| Elecciones parlamentarias de 2000                                                                              | 9 abr 2000 | — | 42.2 52  | 2.6 3   | 5.5 6 | 7.6 9  | 23.2 29 | 2.5 2 | 3.1 3  | 2.2 2 | 7.2 9  | 4.0 4 | 19.0 |
| |            |   |          |         |       |        |         |       |        |       |        |       |      |
| Apoyo | 9 abr 2000 | ? | 35.7 44  | 3.9 4   | 6.4 7 | 9.0 11 | 23.4 29 | 2.8 3 | 3.6 4  | 1.9 2 | 8.9 11 | 4.4 5 | 12.3 |
| CPI | 9 abr 2000 | ? | 38.5 48  | 2.2 2   | 6.5 8 | 7.9 9  | 27.4 34 | 1.7 2 | 3.0 3  | 1.9 2 | 7.1 8  | 3.8 4 | 11.1 |
| Datum | 9 abr 2000 | ? | 33.4     | 2.7     | 6.1   | 11.1   | 24.1    | 3.5   | 3.3    | 2.1   | 9.3    | 4.4   | 9.3  |
| |            |   |          |         |       |        |         |       |        |       |        |       |      |
| Elecciones parlamentarias de 1995                                                                              | 9 abr 1995 | — | 52.1* 67 | 14.0 17 | 6.5 8 | 4.9 6  | 4.1** 5 | 3.3 4 | 3.0+ 3 | 1.1 1 | –      | –     | 38.1 |
| (*) Resultados de Cambio 90–Nueva Mayoría. (**) Resultados de CODE–País Posible. (+) Resultados de Renovación. |            |   |          |         |       |        |         |       |        |       |        |       |      |

## Resultados
| |                                                |              |              |              |         |         |
| Partidos y coaliciones | Partidos y coaliciones                         | Voto popular | Voto popular | Voto popular | Escaños | Escaños |
| Partidos y coaliciones | Partidos y coaliciones                         | Votos        | %            | ±pp          | Total   | +/−     |
| | Perú 2000 (Perú 2000)1                         | 4,189,018    | 42.16        | –9.94        | 52      | –15     |
| | Perú Posible (PP)2                             | 2,308,635    | 23.24        | +19.09       | 29      | +24     |
| | Frente Independiente Moralizador (FIM)         | 751,323      | 7.56         | +2.67        | 9       | +3      |
| | Somos Perú (SP)                                | 715,396      | 7.20         | Nuevo        | 9       | +9      |
| | Partido Aprista Peruano (APRA)                 | 546,930      | 5.51         | –1.02        | 6       | –2      |
| | Solidaridad Nacional (PSN)                     | 399,985      | 4.03         | Nuevo        | 4       | +4      |
| | Agrupación Independiente Avancemos (Avancemos) | 307,188      | 3.09         | Nuevo        | 3       | +3      |
| | Unión por el Perú (UPP)                        | 254,582      | 2.56         | –11.44       | 3       | –14     |
| | Acción Popular (AP)                            | 245,115      | 2.47         | –0.87        | 3       | –1      |
| | Frente Popular Agrícola FIA del Perú (Frepap)  | 216,953      | 2.18         | +1.10        | 2       | +1      |
| |                                                |              |              |              |         |         |
| Total | Total                                          | 9,935,125    |              |              | 120     | ±0      |
| |                                                |              |              |              |         |         |
| Votos válidos | Votos válidos                                  | 9,935,125    | 83.19        | +30.08       |         |         |
| Votos en blanco | Votos en blanco                                | 1,304,340    | 10.92        | +4.81        |         |         |
| Votos nulos | Votos nulos                                    | 703,345      | 5.89         | –34.89       |         |         |
| Votos emitidos | Votos emitidos                                 | 11,942,810   | 81.98        | +14.96       |         |         |
| Abstenciones | Abstenciones                                   | 2,624,658    | 18.02        | –14.96       |         |         |
| Votantes registrados | Votantes registrados                           | 14,567,468   |              |              |         |         |
| |                                                |              |              |              |         |         |
| Fuente: |                                                |              |              |              |         |         |
| Notas al pie: 1 Comparado con los resultados de Cambio 90 – Nueva Mayoría en las elecciones de 1995. 2 Comparado con los resultados de CODE - País Posible en las elecciones de 1995. |                                                |              |              |              |         |         |
| Notas al pie: |                                                |              |              |              |         |         |
| 1 Comparado con los resultados de Cambio 90 – Nueva Mayoría en las elecciones de 1995. 2 Comparado con los resultados de CODE - País Posible en las elecciones de 1995.               |                                                |              |              |              |         |         |

| \| Voto popular \| Voto popular \| Voto popular \| Voto popular \| Voto popular \| \| ------------ \| ------------ \| ------------ \| ------------ \| ------------ \| \| \| \| \| \| \| \| Perú 2000 \| Perú 2000 \| \| 42.16 % \| 42.16 % \| \| PP \| PP \| \| 23.24 % \| 23.24 % \| \| FIM \| FIM \| \| 7.56 % \| 7.56 % \| \| SP \| SP \| \| 7.20 % \| 7.20 % \| \| APRA \| APRA \| \| 5.51 % \| 5.51 % \| \| PSN \| PSN \| \| 4.03 % \| 4.03 % \| \| Avancemos \| Avancemos \| \| 3.09 % \| 3.09 % \| \| UPP \| UPP \| \| 2.56 % \| 2.56 % \| \| AP \| AP \| \| 2.47 % \| 2.47 % \| \| FREPAP \| FREPAP \| \| 2.18 % \| 2.18 % \| |           |  |         |         |
| Voto popular |           |  |         |         |
| |           |  |         |         |
| Perú 2000 | Perú 2000 |  | 42.16 % | 42.16 % |
| PP | PP        |  | 23.24 % | 23.24 % |
| FIM | FIM       |  | 7.56 %  | 7.56 %  |
| SP | SP        |  | 7.20 %  | 7.20 %  |
| APRA | APRA      |  | 5.51 %  | 5.51 %  |
| PSN | PSN       |  | 4.03 %  | 4.03 %  |
| Avancemos | Avancemos |  | 3.09 %  | 3.09 %  |
| UPP | UPP       |  | 2.56 %  | 2.56 %  |
| AP | AP        |  | 2.47 %  | 2.47 %  |
| FREPAP | FREPAP    |  | 2.18 %  | 2.18 %  |

| \| Escaños \| Escaños \| Escaños \| Escaños \| Escaños \| \| --------- \| --------- \| ------- \| ------- \| ------- \| \| \| \| \| \| \| \| Perú 2000 \| Perú 2000 \| \| 43.33 % \| 43.33 % \| \| PP \| PP \| \| 24.17 % \| 24.17 % \| \| FIM \| FIM \| \| 7.50 % \| 7.50 % \| \| SP \| SP \| \| 7.50 % \| 7.50 % \| \| APRA \| APRA \| \| 5.00 % \| 5.00 % \| \| PSN \| PSN \| \| 3.33 % \| 3.33 % \| \| Avancemos \| Avancemos \| \| 2.50 % \| 2.50 % \| \| UPP \| UPP \| \| 2.50 % \| 2.50 % \| \| AP \| AP \| \| 2.50 % \| 2.50 % \| \| FREPAP \| FREPAP \| \| 1.67 % \| 1.67 % \| |           |  |         |         |
| Escaños |           |  |         |         |
| |           |  |         |         |
| Perú 2000 | Perú 2000 |  | 43.33 % | 43.33 % |
| PP | PP        |  | 24.17 % | 24.17 % |
| FIM | FIM       |  | 7.50 %  | 7.50 %  |
| SP | SP        |  | 7.50 %  | 7.50 %  |
| APRA | APRA      |  | 5.00 %  | 5.00 %  |
| PSN | PSN       |  | 3.33 %  | 3.33 %  |
| Avancemos | Avancemos |  | 2.50 %  | 2.50 %  |
| UPP | UPP       |  | 2.50 %  | 2.50 %  |
| AP | AP        |  | 2.50 %  | 2.50 %  |
| FREPAP | FREPAP    |  | 1.67 %  | 1.67 %  |

## Representantes electos
En negrita los congresistas que han sido reelegidos. 
| Distrito Electoral | Escaños | Congresistas electos | Congresistas electos                                          | Partido                              | Votos   |
| ------------------ | ------- | -------------------- | ------------------------------------------------------------- | ------------------------------------ | ------- |
| Distrito Único     | 120     | 6                    | Luis Fernando Bueno Quino                                     | Acción Popular                       | 30,563  |
| Distrito Único     | 120     | 3                    | Pedro Antonio Morales Mansilla                                | Acción Popular                       | 29,355  |
| Distrito Único     | 120     | 1                    | Valentín Toribio Demetrio Agustín Paniagua Corazao            | Acción Popular                       | 14,335  |
| Distrito Único     | 120     | 4                    | Mercedes Cabanillas Bustamente de Llanos                      | Partido Aprista Peruano              | 127,825 |
| Distrito Único     | 120     | 1                    | Jorge Alfonso Alejandro del Castillo Gálvez                   | Partido Aprista Peruano              | 41,834  |
| Distrito Único     | 120     | 2                    | Elvira Carmela de la Puente Haya de Besaccia                  | Partido Aprista Peruano              | 40,759  |
| Distrito Único     | 120     | 3                    | Luis Juan Alva Castro                                         | Partido Aprista Peruano              | 35,336  |
| Distrito Único     | 120     | 5                    | César Alejandro Zumaeta Flores                                | Partido Aprista Peruano              | 34,510  |
| Distrito Único     | 120     | 24                   | Ruby Consuelo Rodríguez Rebaza Vda. de Aguilar                | Partido Aprista Peruano              | 17,439  |
| Distrito Único     | 120     | 1                    | Rafael Rey Rey                                                | Agrupación Independiente Avancemos   | 55,189  |
| Distrito Único     | 120     | 8                    | Humberto Augusto Martínez Morosini                            | Agrupación Independiente Avancemos   | 23,674  |
| Distrito Único     | 120     | 9                    | José Luis Elías Ávalos                                        | Agrupación Independiente Avancemos   | 16,943  |
| Distrito Único     | 120     | 1                    | Luis Fernando Olivera Vega                                    | Frente Independiente Moralizador     | 348,653 |
| Distrito Único     | 120     | 3                    | Susana Shizuko Higuchi Miyagawa                               | Frente Independiente Moralizador     | 126,451 |
| Distrito Único     | 120     | 13                   | Luis Carlos Antonio Iberico Núñez                             | Frente Independiente Moralizador     | 97,415  |
| Distrito Único     | 120     | 5                    | Guido Carlos Pennano Allison                                  | Frente Independiente Moralizador     | 27,998  |
| Distrito Único     | 120     | 9                    | Waldo Enrique Ríos Salcedo                                    | Frente Independiente Moralizador     | 23,501  |
| Distrito Único     | 120     | 2                    | Ernesto Ramón Gamarra Olivares                                | Frente Independiente Moralizador     | 22,780  |
| Distrito Único     | 120     | 16                   | Manuel Alejandro Vásquez Valera                               | Frente Independiente Moralizador     | 18,563  |
| Distrito Único     | 120     | 14                   | Patricia Elizabeth Donayre Pasquel                            | Frente Independiente Moralizador     | 15,106  |
| Distrito Único     | 120     | 8                    | Carlos Ricardo Cuaresma Sánchez                               | Frente Independiente Moralizador     | 13,792  |
| Distrito Único     | 120     | 27                   | José Luis Cáceres Velásquez                                   | Frente Popular Agrícola FIA del Perú | 45,539  |
| Distrito Único     | 120     | 28                   | Róger Luis Cáceres Pérez                                      | Frente Popular Agrícola FIA del Perú | 39,428  |
| Distrito Único     | 120     | 2                    | Francisco Antonio Gregorio Tudela van Breugel-Douglas         | Perú 2000                            | 840,943 |
| Distrito Único     | 120     | 1                    | Absalón Vásquez Villanueva                                    | Perú 2000                            | 735,978 |
| Distrito Único     | 120     | 20                   | Luz Filomena Salgado Rubianes                                 | Perú 2000                            | 156,176 |
| Distrito Único     | 120     | 120                  | Martha Gladys Chávez Cossio                                   | Perú 2000                            | 106,015 |
| Distrito Único     | 120     | 18                   | Víctor Dionisio Joy Way Rojas                                 | Perú 2000                            | 103,449 |
| Distrito Único     | 120     | 31                   | María Jesús Espinoza Matos                                    | Perú 2000                            | 96,897  |
| Distrito Único     | 120     | 77                   | Manuel Máximo Vara Ochoa                                      | Perú 2000                            | 71,887  |
| Distrito Único     | 120     | 35                   | Rolando Reátegui Flores                                       | Perú 2000                            | 63,681  |
| Distrito Único     | 120     | 21                   | Guzmán Aguirre Altamirano                                     | Perú 2000                            | 58,859  |
| Distrito Único     | 120     | 14                   | Martha Luz Hildebrandt Pérez-Treviño                          | Perú 2000                            | 57,344  |
| Distrito Único     | 120     | 3                    | María Cecilia Laura Martínez del Solar Salgado Vda. de Franco | Perú 2000                            | 48,426  |
| Distrito Único     | 120     | 108                  | Exequiel Chiroque Paico                                       | Perú 2000                            | 48,096  |
| Distrito Único     | 120     | 110                  | Nicasio Rubén Terán Adriazola                                 | Perú 2000                            | 41,516  |
| Distrito Único     | 120     | 69                   | Moisés Wolfenson Woloch                                       | Perú 2000                            | 38,911  |
| Distrito Único     | 120     | 34                   | María del Carmen Lozada Rendón de Gamboa                      | Perú 2000                            | 36,431  |
| Distrito Único     | 120     | 10                   | Beatriz Regina Alva Hart                                      | Perú 2000                            | 36,036  |
| Distrito Único     | 120     | 57                   | Erland Wilmer Rodas Díaz                                      | Perú 2000                            | 31,608  |
| Distrito Único     | 120     | 28                   | Luis Eduardo Chang Ching                                      | Perú 2000                            | 31,168  |
| Distrito Único     | 120     | 12                   | Janina Janeth Soria Monge                                     | Perú 2000                            | 30,779  |
| Distrito Único     | 120     | 66                   | Luis Joaquín Ormeño Malone                                    | Perú 2000                            | 30,435  |
| Distrito Único     | 120     | 30                   | Luis Humberto Delgado Aparicio-Porta                          | Perú 2000                            | 30,385  |
| Distrito Único     | 120     | 55                   | Miriam Esperanza Schenone Ordinola                            | Perú 2000                            | 29,420  |
| Distrito Único     | 120     | 68                   | Francisco Javier Arroyo Cobián                                | Perú 2000                            | 28,101  |
| Distrito Único     | 120     | 103                  | Víctor Torres Estévez                                         | Perú 2000                            | 27,985  |
| Distrito Único     | 120     | 4                    | Pablo Andrés Macera Dall'orso                                 | Perú 2000                            | 26,932  |
| Distrito Único     | 120     | 86                   | Aníbal Ántero del Carpio Farfán                               | Perú 2000                            | 25,922  |
| Distrito Único     | 120     | 99                   | Neri Felipa Salinas de Torres                                 | Perú 2000                            | 25,831  |
| Distrito Único     | 120     | 23                   | Martha Lupe Moyano Delgado                                    | Perú 2000                            | 25,802  |
| Distrito Único     | 120     | 27                   | Adolfo Luis Amorín Bueno                                      | Perú 2000                            | 24,472  |
| Distrito Único     | 120     | 65                   | Carlos Hernán León Trelles                                    | Perú 2000                            | 24,188  |
| Distrito Único     | 120     | 25                   | Jorge Miguel Velit Núñez                                      | Perú 2000                            | 24,178  |
| Distrito Único     | 120     | 81                   | Gregorio Gustavo Ibarra Imata                                 | Perú 2000                            | 24,135  |
| Distrito Único     | 120     | 115                  | Pedro David Vílchez Malpica                                   | Perú 2000                            | 23,825  |
| Distrito Único     | 120     | 49                   | Helbert Gáspar Samalvides Dongo                               | Perú 2000                            | 23,794  |
| Distrito Único     | 120     | 6                    | Marianella Jesús Monsalve Aita                                | Perú 2000                            | 23,501  |
| Distrito Único     | 120     | 22                   | Ricardo Arturo Marcenaro Frers                                | Perú 2000                            | 22,999  |
| Distrito Único     | 120     | 38                   | Ángel Miguel Bartra Gonzales                                  | Perú 2000                            | 22,831  |
| Distrito Único     | 120     | 33                   | Óscar Andrés Reggiardo Sayán                                  | Perú 2000                            | 22,555  |
| Distrito Único     | 120     | 8                    | Elsa Carmen Vega Fernández                                    | Perú 2000                            | 22,169  |
| Distrito Único     | 120     | 5                    | Fernán Romano Altuve-Febres Lores                             | Perú 2000                            | 21,973  |
| Distrito Único     | 120     | 92                   | Víctor Antonio Becerril Rodríguez                             | Perú 2000                            | 21,900  |
| Distrito Único     | 120     | 101                  | Willy Serrato Puse                                            | Perú 2000                            | 21,753  |
| Distrito Único     | 120     | 62                   | Miguel Segundo Ciccia Vásquez                                 | Perú 2000                            | 21,723  |
| Distrito Único     | 120     | 17                   | Ana Dolores Monteverde Temple                                 | Perú 2000                            | 21,172  |
| Distrito Único     | 120     | 26                   | Carlos Miguel Blanco Oropeza                                  | Perú 2000                            | 20,676  |
| Distrito Único     | 120     | 32                   | Juan Carlos Lam Álvarez                                       | Perú 2000                            | 20,461  |
| Distrito Único     | 120     | 56                   | Anselmo Vidal Revilla Jurado                                  | Perú 2000                            | 20,285  |
| Distrito Único     | 120     | 104                  | Isaac Publio Sarmiento Martínez                               | Perú 2000                            | 19,585  |
| Distrito Único     | 120     | 47                   | Rafael Serafín Castañeda Castañeda                            | Perú 2000                            | 19,495  |
| Distrito Único     | 120     | 43                   | Francisco Ramos Santillán                                     | Perú 2000                            | 19,353  |
| Distrito Único     | 120     | 107                  | Guiomar Seijas Dávila                                         | Perú 2000                            | 19,288  |
| Distrito Único     | 120     | 11                   | Walter Manrique Pacheco                                       | Perú 2000                            | 18,760  |
| Distrito Único     | 120     | 2                    | Carlos Ernesto Fernando Ferrero Costa                         | Perú Posible                         | 263,182 |
| Distrito Único     | 120     | 120                  | Ántero Flores-Aráoz Esparza                                   | Perú Posible                         | 174,939 |
| Distrito Único     | 120     | 1                    | Luis María Santiago Eduardo Solari de la Puente               | Perú Posible                         | 135,359 |
| Distrito Único     | 120     | 70                   | Antonio Eduardo Palomo Orefice                                | Perú Posible                         | 49,653  |
| Distrito Único     | 120     | 71                   | Robinson Rivadeneyra Reátegui                                 | Perú Posible                         | 48,128  |
| Distrito Único     | 120     | 3                    | José Eduardo Villena Vela                                     | Perú Posible                         | 44,924  |
| Distrito Único     | 120     | 4                    | David Waisman Rjavinsthi                                      | Perú Posible                         | 41,125  |
| Distrito Único     | 120     | 20                   | Juan Héctor Alejandro Taco Tamo                               | Perú Posible                         | 40,754  |
| Distrito Único     | 120     | 25                   | Luis Alberto Emilio Kouri Bumachar                            | Perú Posible                         | 36,213  |
| Distrito Único     | 120     | 10                   | Juan Antonio Velit Granda                                     | Perú Posible                         | 34,706  |
| Distrito Único     | 120     | 99                   | Carlos Manuel Burgos Montenegro                               | Perú Posible                         | 33,727  |
| Distrito Único     | 120     | 54                   | Leoncio Zacarías Torres Ccalla                                | Perú Posible                         | 31,203  |
| Distrito Único     | 120     | 5                    | Luz Doris Sánchez Pinedo de Romero                            | Perú Posible                         | 30,095  |
| Distrito Único     | 120     | 12                   | Fernando Marcial Ayaipoma Alvarado                            | Perú Posible                         | 29,009  |
| Distrito Único     | 120     | 35                   | Jorge D'Acunha Cuervas                                        | Perú Posible                         | 26,927  |
| Distrito Único     | 120     | 96                   | Rómulo Mucho Mamani                                           | Perú Posible                         | 26,213  |
| Distrito Único     | 120     | 15                   | Daniel Ernesto Núñez Castillo                                 | Perú Posible                         | 25,454  |
| Distrito Único     | 120     | 38                   | Julia Valenzuela Cuéllar                                      | Perú Posible                         | 24,261  |
| Distrito Único     | 120     | 27                   | María del Milagro Huamán Lu                                   | Perú Posible                         | 21,985  |
| Distrito Único     | 120     | 13                   | Ítalo Juan Marsano Chumbez                                    | Perú Posible                         | 21,643  |
| Distrito Único     | 120     | 111                  | Juan de Dios Ramírez Canchari                                 | Perú Posible                         | 21,601  |
| Distrito Único     | 120     | 65                   | Mario Alberto Gonzáles Inga                                   | Perú Posible                         | 21,439  |
| Distrito Único     | 120     | 24                   | Héctor Hildebrando Ramos López                                | Perú Posible                         | 21,254  |
| Distrito Único     | 120     | 34                   | Edilberto Canales Pillaca                                     | Perú Posible                         | 20,344  |
| Distrito Único     | 120     | 8                    | Alberto Atenagros Cruz Loyola                                 | Perú Posible                         | 20,064  |
| Distrito Único     | 120     | 40                   | Cruz Gerardo Saavedra Mesones                                 | Perú Posible                         | 19,875  |
| Distrito Único     | 120     | 7                    | Marciano Segundo Rengifo Ruiz                                 | Perú Posible                         | 19,036  |
| Distrito Único     | 120     | 30                   | Cecilia Roxana Tait Villacorta                                | Perú Posible                         | 5,550   |
| Distrito Único     | 120     | 69                   | Carlos Enrique Lau Chufón                                     | Perú Posible                         | 2,297   |
| Distrito Único     | 120     | 43                   | César Acuña Peralta                                           | Solidaridad Nacional                 | 23,852  |
| Distrito Único     | 120     | 30                   | José León Luna Gálvez                                         | Solidaridad Nacional                 | 20,001  |
| Distrito Único     | 120     | 9                    | Jorge Víctor Polack Merel                                     | Solidaridad Nacional                 | 19,910  |
| Distrito Único     | 120     | 44                   | Juan Carlos Miguel Mendoza del Solar                          | Solidaridad Nacional                 | 19,519  |
| Distrito Único     | 120     | 1                    | Eduardo Farah Hayn                                            | Solidaridad Nacional                 | 19,193  |
| Distrito Único     | 120     | 4                    | Ana Elena Luisa Cristina Townsend Diez-Canseco                | Somos Perú                           | 85,104  |
| Distrito Único     | 120     | 13                   | Xavier Rodolfo Barrón Cebreros                                | Somos Perú                           | 40,409  |
| Distrito Único     | 120     | 18                   | Tito Guillermo Chocano Olivera                                | Somos Perú                           | 39,801  |
| Distrito Único     | 120     | 2                    | Luis Bernardo Guerrero Figueroa                               | Somos Perú                           | 36,318  |
| Distrito Único     | 120     | 7                    | Gustavo Mohme Llona                                           | Somos Perú                           | 29,353  |
| Distrito Único     | 120     | 60                   | Ronnie Edgard Jurado Adriazola                                | Somos Perú                           | 27,492  |
| Distrito Único     | 120     | 1                    | Manuel Alejandro Masías Oyanguren                             | Somos Perú                           | 22,106  |
| Distrito Único     | 120     | 40                   | Jorge Samuel Chávez Sibina                                    | Somos Perú                           | 20,619  |
| Distrito Único     | 120     | 6                    | Gloria Hilda Helfer Palacios                                  | Unión por el Perú                    | 24,684  |
| Distrito Único     | 120     | 2                    | Daniel Federico Estrada Pérez                                 | Unión por el Perú                    | 21,502  |
| Distrito Único     | 120     | 1                    | Henry Gustavo Pease García-Yrigoyen                           | Unión por el Perú                    | 20,220  |